# I-Feel-Like-I'm-Fixin'-to-Die Rag
«I-Feel-Like-I'm-Fixin'-to-Die Rag», también conocida como The "Fish" Cheer, es una canción de protesta contra la Guerra de Vietnam de la banda californiana Country Joe and the Fish, incluida en su álbum homónimo de 1967. En ocasiones, también es denominada Vietnam Song (en español, La canción de Vietnam).

## Historia

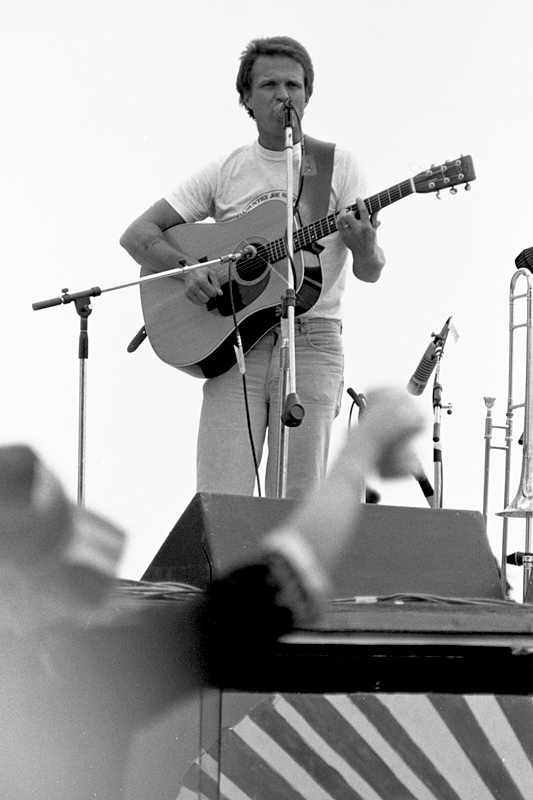
Country Joe McDonald durante una actuación de la banda Country Joe and the Fish en 1979.

La canción fue compuesta por Country Joe McDonald en 1965, supuestamente en menos de 30 minutos. Iba a ser lanzada ese mismo año, en el primer álbum del grupo, Electric Music for the Mind and Body, pero Vanguard Records decidió vetarla. Recién salió al mercado dos años más tarde, como el tema que dio título a su segundo álbum.

### Interpretación en Woodstock
Country Joe improvisó una interpretación solista de la canción durante el Festival de Woodstock de 1969, como para hacer tiempo entre la actuación de un artista anterior y otro posterior. Utilizó una guitarra acústica Yamaha FG 150, que había quedado tirada en la parte trasera del escenario, y empleó una cuerda usada como correa. En el documental Woodstock: Now & Then, señaló que no estaba preparado y utilizó la excusa de no tener una guitarra para no tener que tocar, pero que Yamaha le ofreció con la que terminó tocando. 
Country Joe adujo estar paralizado por el miedo escénico, dada la magnitud de la audiencia, pero luego se percató que la mayor parte del público no le estaba prestando ninguna atención. Aunque la canción nunca fue un gran éxito, si fue bastante popular, y en el documental filmado durante el festival, se puede ver al público cantándola. Mientras estaba en el escenario, arengó a la audiencia diciendo:

Miren, no sé cómo esperan parar la guerra si no son capaces de cantar mejor que esto. Hay como 300.000 hijos de puta como ustedes aquí. Quiero que empiecen a cantar. ¡Vamos!

### Demanda por derechos de autor
En 2001, los herederos del trombonista orlaniense Kid Ory demandaron a Country Joe McDonald, alegando que la música de la canción era un plagio de Muskrat Ramble, compuesta en 1926 por Ory. En 2005, la corte falló a favor de Country Joe.

## Música y letra
La canción comienza con un "Fish Cheer", en el que la banda pronuncia la palabra "F-I-S-H" como las animadoras en los partidos de fútbol americano ("Dame una F", etc.).
El "Fish Cheer" más tarde se transformó en "Fuck Cheer", ganándose la aprobación generalizada del público. En 1970, Country Joe fue arrestado y acusado de obscenidad, debiendo abonar una multa de 500 dólares tras un concierto en Massachusetts.
El texto de la canción es una invitación sarcástica para que todos aquellos que reuniesen las condiciones se unieran a la Guerra de Vietnam. Culmina instando a los padres a enviar a sus hijos a la guerra tan pronto como fuera posible, para que tengan la oportunidad de ser "los primeros en la cuadra" en traerlos de vuelta "en un cajón". También se critica a los operadores de Wall Street por perseguir un beneficio económico mediante el conflicto.